# Boseho–Einsteinovo rozdělení

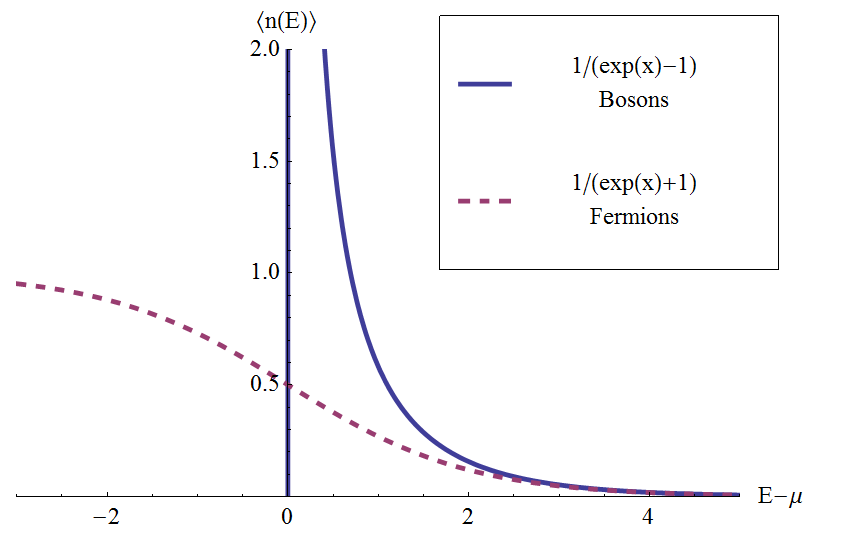
Porovnání průběhu funkcí odpovídajících Boseho–Einsteinovu resp. Fermi–Diracovu rozdělení

Boseho–Einsteinovo rozdělení popisuje ve statistické fyzice systémy složené z bosonů, tedy částic se symetrickou vlnovou funkcí a celočíselným spinem. Bose–Einsteinovým rozdělením se řídí například fotony, je z něj tedy možné odvodit například Planckův vyzařovací zákon.
Rozdělení poprvé popsal indický fyzik Šatendranáth Bose, roku 1924 ho pak zobecnil Albert Einstein. Název bosony je právě podle Boseho.

## Rozdělovací funkce
Distribuční funkce fBE(E) určuje střední počet částic ve stavu s energií E:
{\displaystyle f_{BE}(E)={\frac {1}{\exp[(E-\mu )/(k_{B}T)]-1}}}
kde:
E je energie
kB je Boltzmannova konstanta
T je termodynamická teplota
μ je chemický potenciál
Pro energie {\displaystyle E-\mu \gg k_{B}T} přechází Boseho–Einsteinovo rozdělení v klasické Maxwellovo–Boltzmannovo rozdělení.